# Pfarrkirche Aschbach-Markt

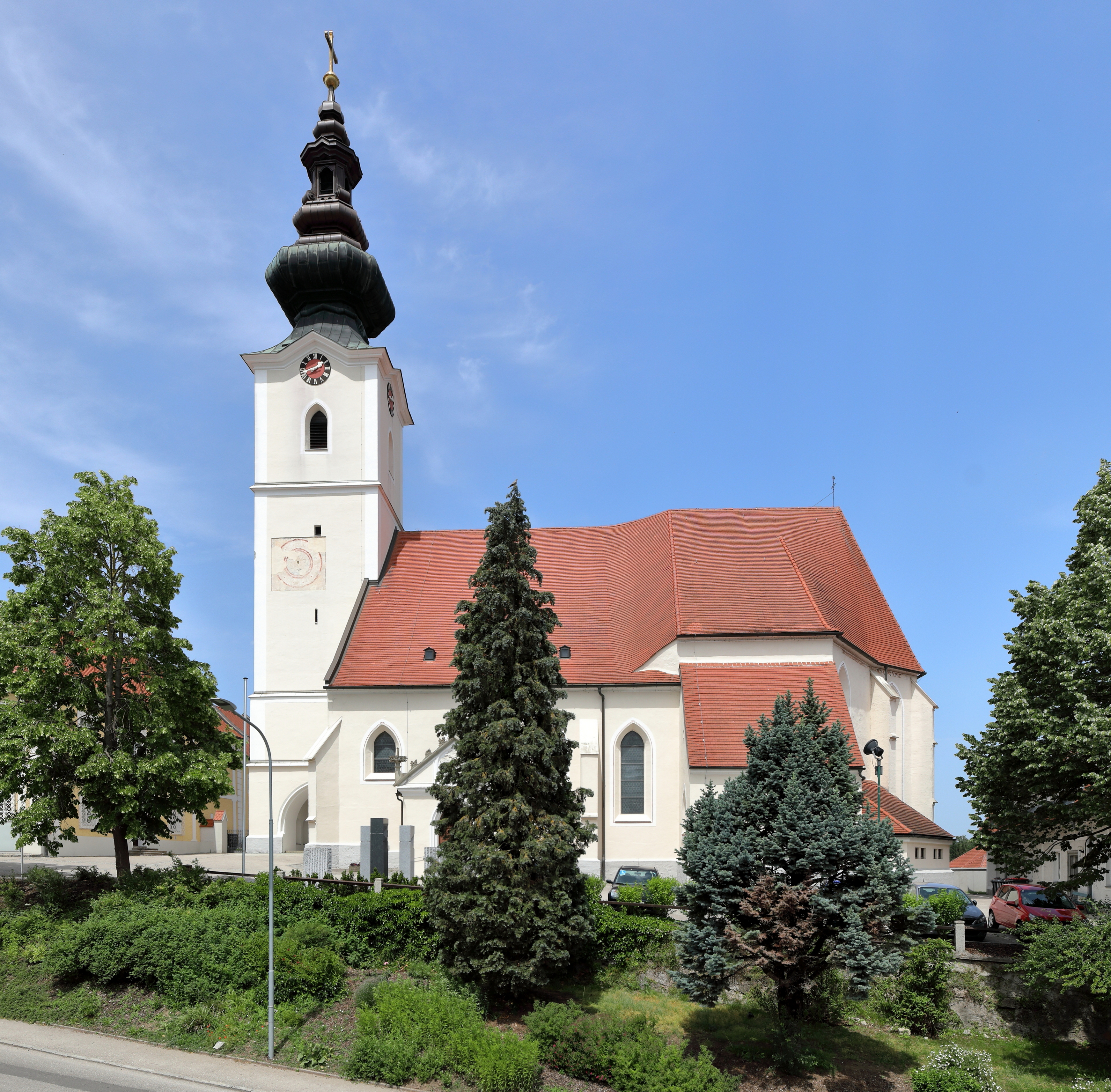
Katholische Pfarrkirche hl. Martin in Aschbach-Markt

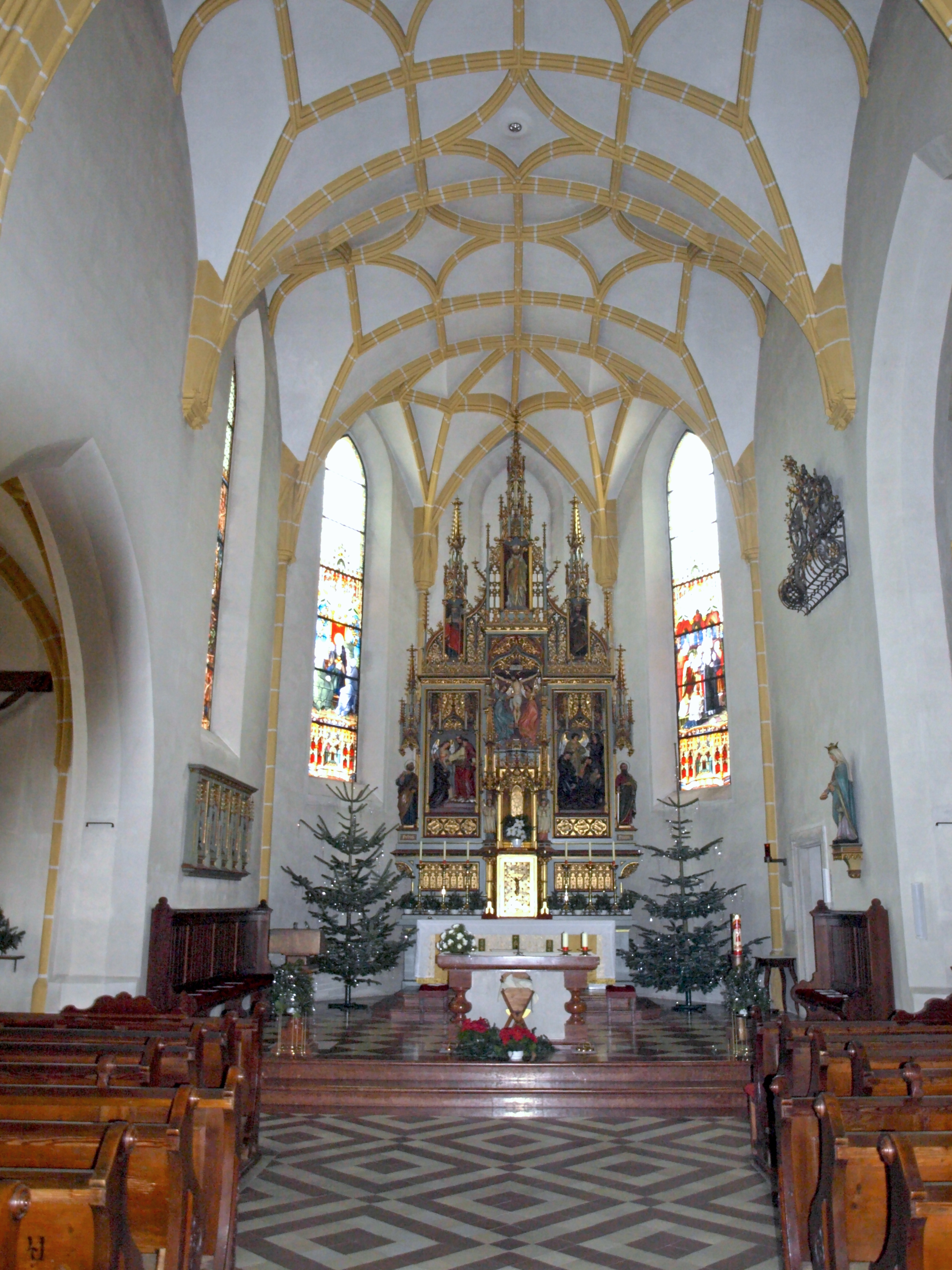
Im Hauptchor zum Altar

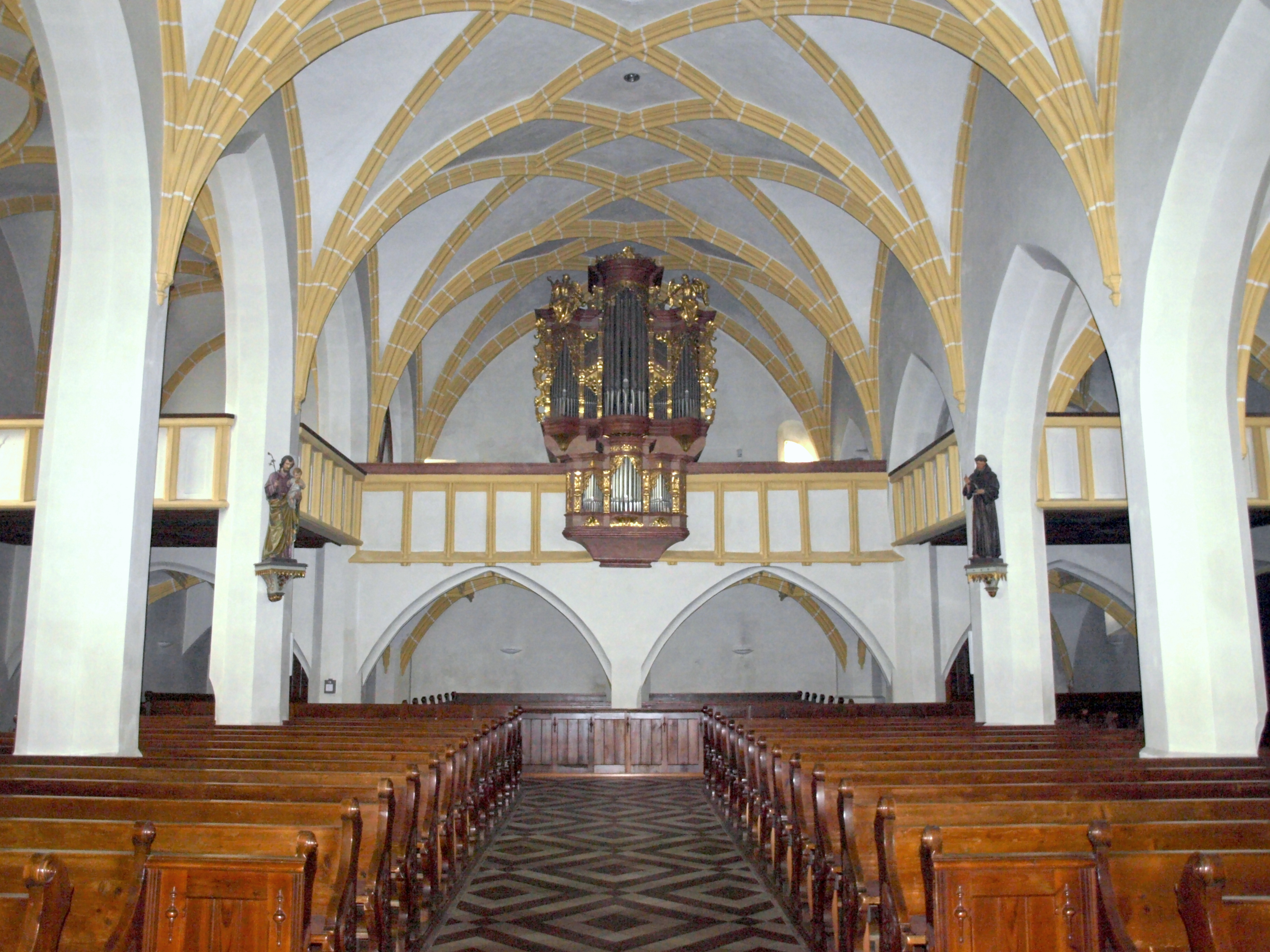
Im Langhaus zur Orgelempore

Die Pfarrkirche Aschbach-Markt steht auf einem Kirchhofplateau im östlichen Ortszentrum in der Marktgemeinde Aschbach-Markt im Bezirk Amstetten in Niederösterreich. Die dem heiligen Martin von Tours geweihte römisch-katholische Pfarrkirche, dem Stift Seitenstetten inkorporiert, gehört zum Dekanat Amstetten der Diözese St. Pölten. Die ehemalige Wehrkirche steht unter Denkmalschutz (Listeneintrag).

## Geschichte
Aschbach wurde in einer Urkunde aus dem Jahr 823 erstmals erwähnt und war die Mutterkirche einer Urpfarre aus dem 9. Jahrhundert.
Anfang des 11. Jahrhunderts wurde am Ort einer St.-Martins-Kirche vom Bistum Passau ein Kirchenneubau errichtet. Die Kirche wurde urkundlich 1109 bzw. 1116 dem Stift Seitenstetten übertragen und 1517 inkorporiert. Die heutige spätgotische Kirche wurde im 15. Jahrhundert und im ersten Viertel des 16. Jahrhunderts erbaut. Von 1897 bis 1907 erfolgte eine Regotisierung. Die Kirche wurde 1992 außen und 1995 innen restauriert.

## Architektur
Spätgotische Staffelhallenkirche mit vorgestelltem Westturm und Staffelchor mit jüngeren Anbauten in einem Kirchhof mit Häusern und Mauern. Der Friedhof befindet sich nördlich der Kirche auf einem abfallenden Gelände.
Das Kirchenäußere zeigt einen einheitliche verputzten Kirchenbau mit Spitzbogenfenstern mit Faschen unter einem Satteldach mit einem durchgehenden First. Das Langhaus hat Strebepfeiler und beidseits vorgezogene neugotische Portalvorhallen mit profiliertem Spitzbogenportalen, im Norden mit einem Herzfenster im Obergeschoß, im Süden mit Satteldach, Giebel, Krabben und Kreuzblumen und dem Relief hl. Martin vom Bildhauer Christian Moroder 1910. Der asymmetrische Staffelchor hat am mittigen Hauptchor ein vermauertes Scheitelfenster, der polygonale Nordchor ist ohne Strebepfeiler und ostseitig mit geradem Schluss zum Hauptchor, der Südchor schließt zum Hauptchor schräg anlaufend und zeigt ein gemaltes Facettenfries unter der Traufe aus der Bauzeit. Am Südchorjoch ist nach Süden vorgezogen ein spätgotischer ehemaliger Sakristeianbau unter einem Pultdach mit einem neugotischen Schulterportal in einer profilierten Spitzbogennische mit einem Tympanon Malerei Orantin und ostseitig mit einer stichbogigen Dachpforte mit einem Trittstein auf einem Kragsteinpaar, darunter an der Südchorschräge entlang ein neuer Sakristeianbau aus 1965. Der gesimsgegliederte spätgotische Westturm mit Luken mit einem nachbarocken Glockengeschoß mit spitzbogigen Schallfenstern und eingezogenen Giebeln trägt eine vierfache Zwiebelhaube mit Laterne aus 1833, der Turm zeigt südseitig ein Uhrenfresko, das Turmerdgeschoß ist kreuzrippengewölbt und nach Norden und Süden mit Spitzbogenarkaden offen und beinhaltet zwei Sitznischen aus der ersten Hälfte des 15. Jahrhunderts.
Das Kircheninnere zeigt sich als vierjochige annähernd quadratische Staffelhalle mit unterschiedlich hohen Seitenschiffen, das breitere Mittelschiff ist mit abgefasten Scheidbögen auf Oktogonalpfeilern zu den Seitenschiffen geöffnet. Die Staffelhalle hat Netzrippengewölbe auf Konsolen aus der ersten Hälfte des 15. Jahrhunderts, im Nordschiff als Rippennetz mit Gurtrippendiensten, in höheren und breitern Südschiff als Stichkappen- und Schlingrippengewölbe aus dem ersten Viertel des 16. Jahrhunderts mit Rippenanläufen auf Konsolzäpfchen bzw. Konsoldiensten. Am westlichen Pfeilerpaar befindet sich über vier gedrückten Spitzbogenarkaden auf Oktogonalpfeilern die Empore aus dem ersten Viertel des 16. Jahrhunderts unterwölbt mit Kassettenrippen und einer Kassettenbrüstung. Der spätgotische Triumphbogen ist leicht eingezogen und im Mittelschiff höher als das Langhausgewölbe. Der zweijochige Hauptchor mit einem Dreiseitschluss hat ein Rippennetz mit Viertelkreiskassetten mit verstäbten Anläufen auf rechteckigen Wappenkonsolen und im Polygon auf Runddiensten mit verschraubten Sockeln. Die Seitenchöre sind durch abgefaste Spitzbogenarkaden zum Hauptchor geöffnet, der Nordchor ist mit einem verzogenen fragmentierten Rippenstern überwölbt, der Südchor ist wie der Hauptchor mit kleineren Viertelkreiskassetten auf verstäbten Anläufen überwölbt und hat in der Nordostecke ein ehemaliges Treppenrundtürmchen zum Oratorium zum Hauptchor integriert.
Die neugotische Glasmalerei schuf die Tiroler Glasmalereianstalt um 1900, im Haupt- und Südchor mit Darstellungen aus dem Leben des hl. Benedikt bzw. Verkündigung unter Maßwerkbaldachinen, ansonsten mit Butzenscheiben mit farbigen Ornamentsränder um 1900.

## Ausstattung
Qualitätsvolle neugotische Altäre von Clemens Raffeiner nach einem Entwurf von Johann Maria Reiter. Der Hochaltar aus 1897 ist ein Pseudoflügelaltar, er trägt mittig ein Kruzifix mit Engelsfiguren zwischen den Reliefs Krönung bzw. Tod des hl. Benedikt sowie seitlich und im Gesprenge mehrere Statuen. Der Volksaltar ist neubarock aus 1987. Der Ambo wurde aus dem ehemaligen Kanzelkorb von Ferdinand Stuflesser von 1907 geschaffen und zeigt die Reliefs Christus zwischen den Evangelisten.
Der schmiedeeiserne Fensterkorb am Oratorium zum Hauptchor aus 1753 ist bemerkenswert reich gestaltet mit Rocaillen und einem Lebensbaum.
Die Orgel baute Gerhard Hradetzky 1982 in einem teils erneuerten Gehäuse von Philipp Dorninger 1757/1759 mit zwei musizierenden Engelsfiguren.
Anlässlich des 1200-Jahre-Jubiläums wurden im Jahr 2023 zwei neue Glocken für die Pfarrkirche gegossen.

## Grabsteine
Außen
- südlich: Leopold Wimmer aus dem 18. Jahrhundert, Ambrosius Pruckmair 1755.
- westlich: Familie Mayrhofer 1888 und Christusstatue in Adikula.
- in der Turmvorhalle: Barbara Theuerkauf 1828 mit übergiebelter Inschrifttafel mit Vanitassymbolen.

Innen
- im Nordchor: Johann Pazenhover und Matthias Moser 1695/1715.
- im Südchor: Maria Anna Gererstorfferin 1764 mit pilastergerahmter Inschrifttafel, Stephan Gererstorffer 1725 mit Wappen und Reliefs des Verstorbenen mit Kruzifix.

## Wehrturm
Der Wehrturm aus 1540 nordwestlich der Kirche an den Pfarrhof anschließend ist ein quadratischer Bruchsteinbau mit 1992 erneuertem Putz. Er ist zweigeschoßig unter einem Halbwalmdach und hat neben Schlüsselscharten kleine nach innen mit Stichbogennischen geöffnete Erdgeschoßfenster.